# Furusund
Furusund anciennement Halsö est une île une petite ville de l'archipel de Stockholm  en Suède,,.

## Présentation
Furusund est située entre Yxlan et Eknö dans la paroisse de Blidö de la commune de Norrtälje.
Furusund est peut-être mieux connue pour être la résidence d'été d'Astrid Lindgren, d'August Strindberg et de nombreux autres écrivains et artistes. 
Evert Taube a immortalisé le lieu avec sa chanson "Vals i Furusund".
Aujourd'hui, l'île se caractérise par de nombreuses maisons de vacances, occupées surtout en été. 
La voie maritime très fréquentée Furusundsleden, qui relie les îles de Furusund et d'Yxlan, tire également son nom de Furusund.

## Lieux et monuments

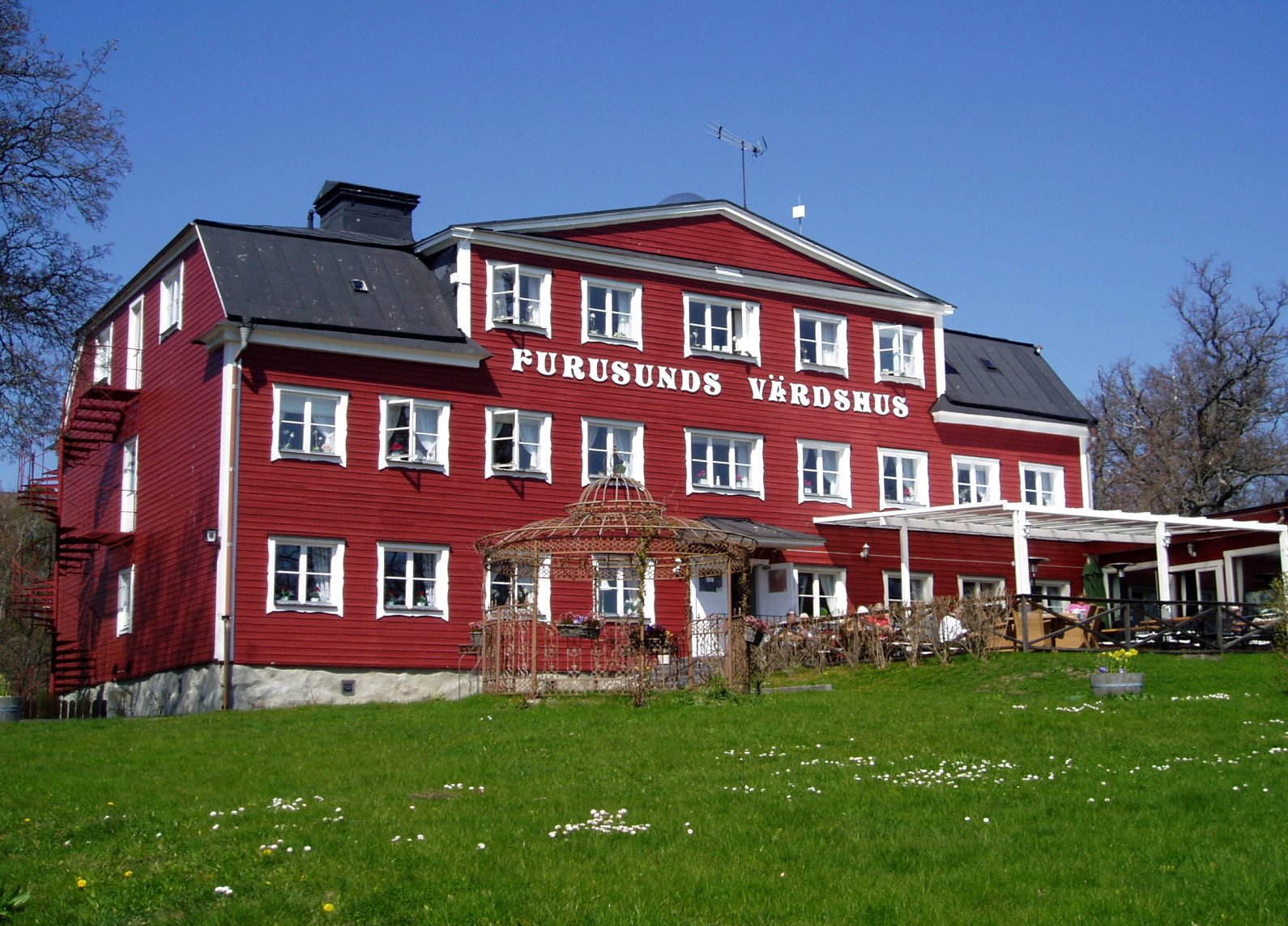
Auberge de Furusund

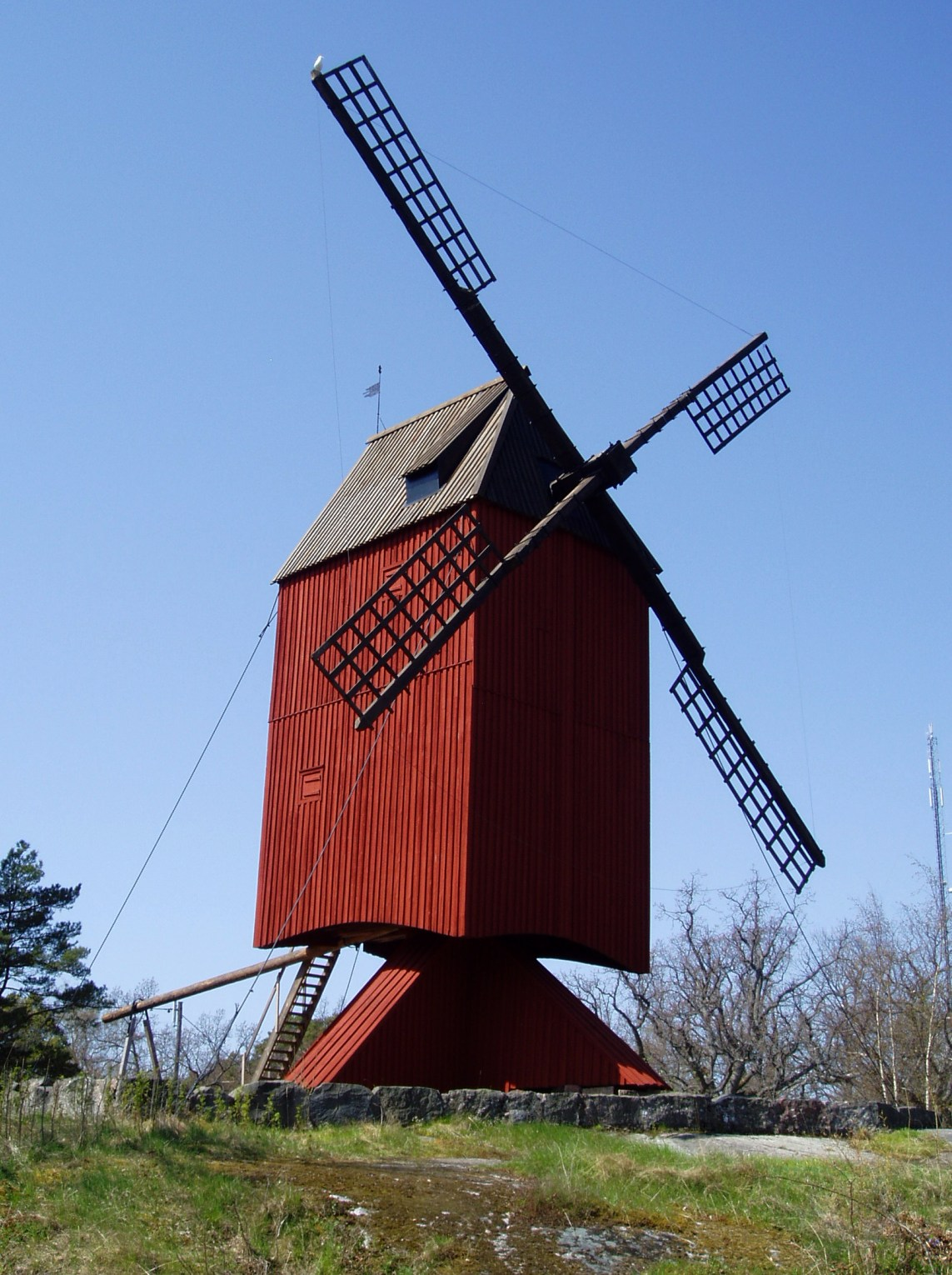
Le moulin à vent

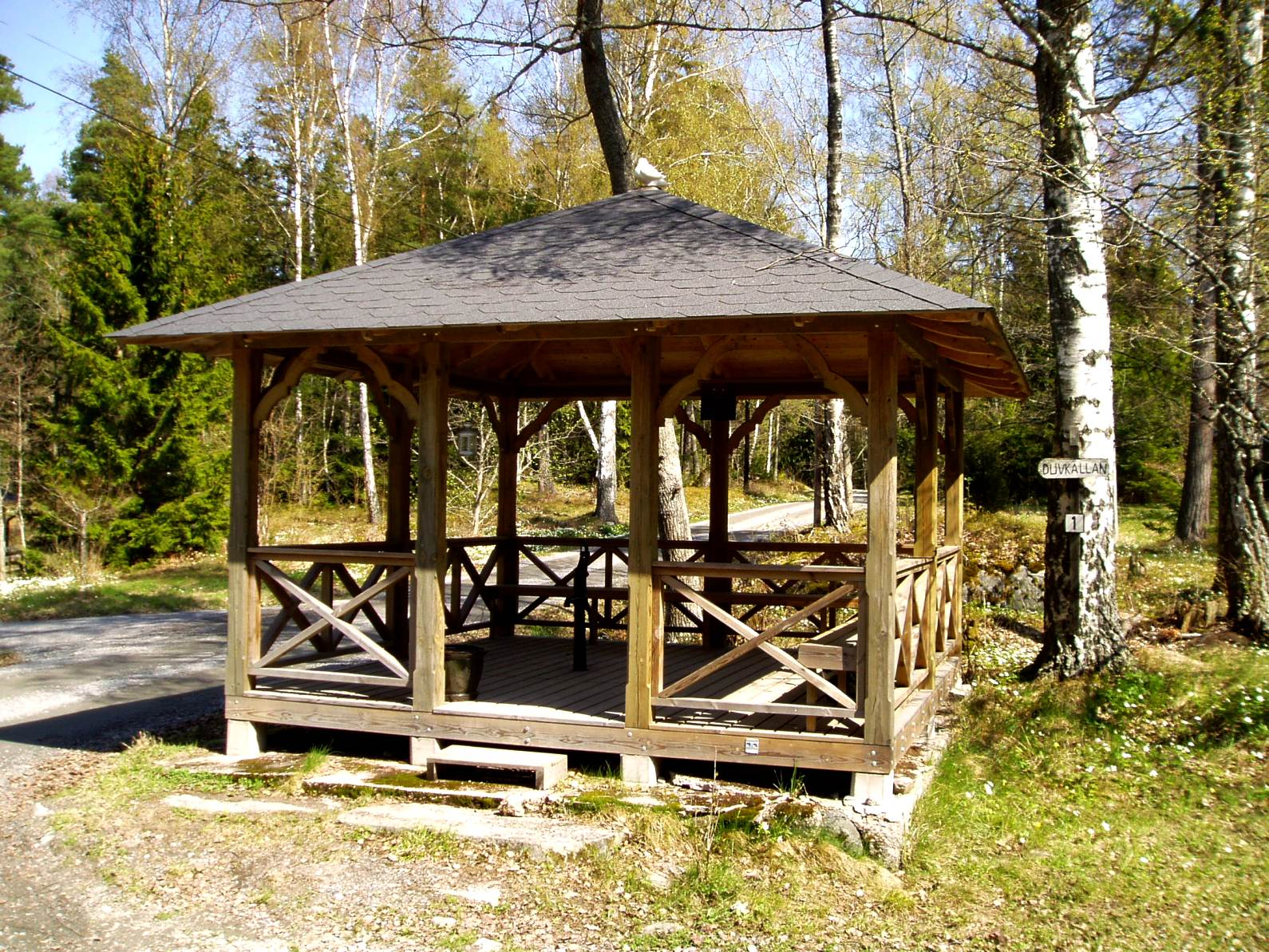
Taubenquelle

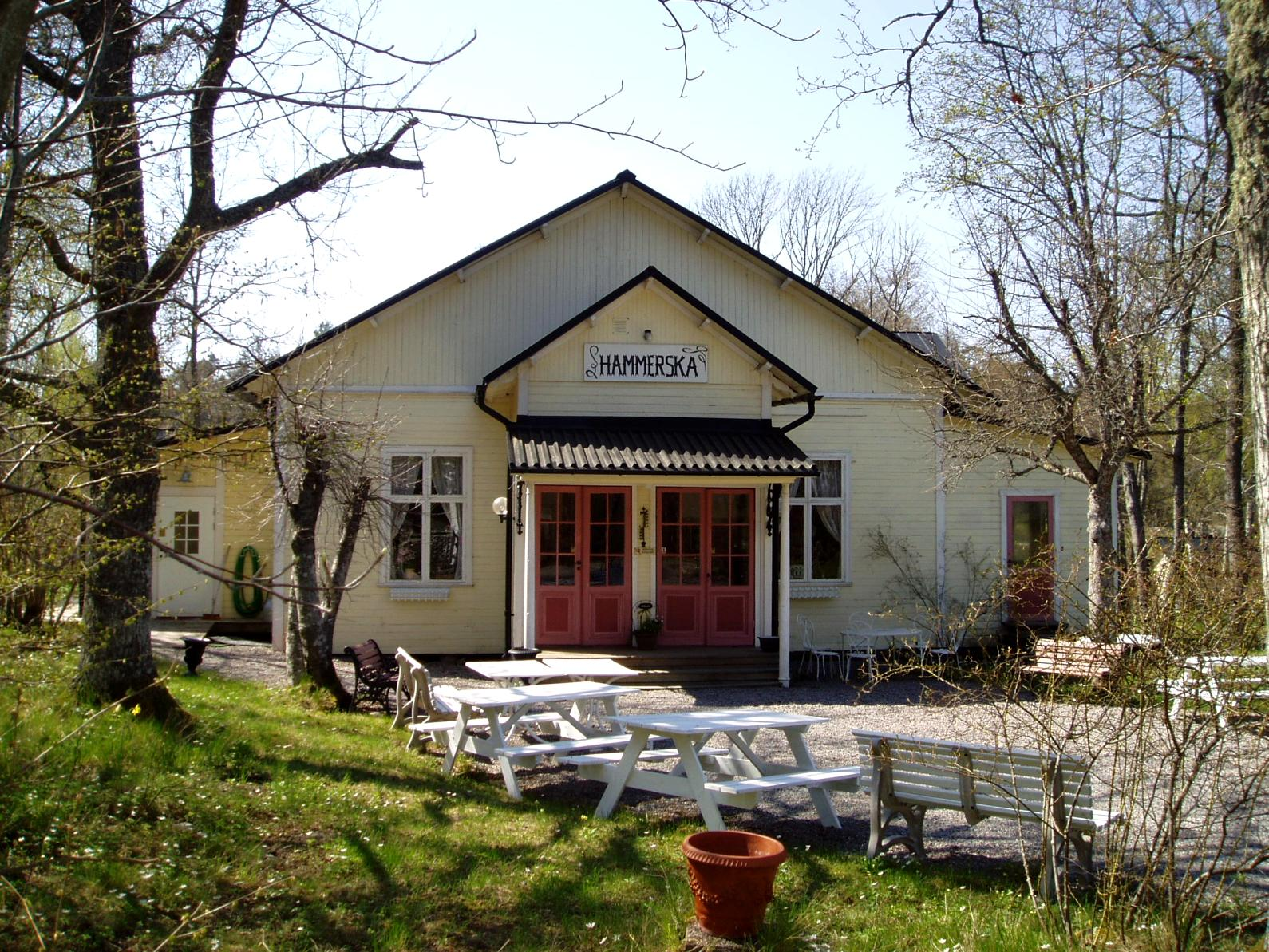
Grande d'Hammar

### Tullhuset
L'ancien bâtiment des douanes (Tullhuset) est aujourd'hui l'auberge du Furusund avec hôtel et restaurant. 
La maison a été construite en 1811-1812 où travaillaient et habitaient 15 employés des douanes et leurs familles. 
Aujourd'hui, les droits de douane sont perçus par les garde-côtes, stationnés dans une maison beaucoup plus petite sur le quai des bateaux à vapeur.

### Skomakarens Stuga
La cabane du cordonnier fut le premier logement d'August Strindberg à Furusund. 
Au cours de l'été 1899, il loua une chambre mansardée chez le cordonnier Andersson et y écrivit la pièce Erik XIV.

### Le moulin à vent
L'année 1722 est gravée sur une aile du moulin à vent. 
Cependant, on ne sait pas si le moulin est si vieux. 
Le bâtiment a été remanié à plusieurs reprises, la dernière fois en 1960. 
La dernière inauguration a eu lieu avec la participation d'Evert Taube. 
Aujourd'hui, le moulin est un monument architectural. 
Elle abrita longtemps un musée de phrénologie avec une collection de crânes. 
Le Musée criminologique de Stockholm a reçu une quinzaine de crânes et un certain nombre de masques mortuaires en 1915.

### Societetshuset
La Maison de la Société (Societetshuset) a été incendié en 1950. 
Le complexe immobilier provient d'une exposition industrielle à Sundsvall en 1881 et s'étend de la colline au-dessus de la rose des vents jusqu'à la plage. 
Vers 1900, les baigneurs se réunissaient ici sous les lustres et contemplaient les peintures des dirigeants suédois sur les murs. Seul le pavillon de musique appartenant au complexe a survécu à l'incendie.

### Maison Romanov
La grande maison rouge des Romanov s'est appelée temporairement Röda Byggningen et elle était à l'origine le bâtiment principal du manoir du Furusund. 
Elle a été construite entre 1726 et 1729 et est aujourd'hui la plus ancienne maison de l'île. 
À la fin du XVIIIe siècle, les ouvriers de la distillerie locale y habitaient. 
Lorsque les visiteurs affluèrent en masse sur l'île à la fin du XIXe siècle, elle devint un hôtel.

### Christiansborg
Christiansborg, est la grande maison blanche à côté de la maison Romanov.
Elle doit son nom au joaillier de la cour et directeur de théâtre Christian Hammer, qui acheta une grande partie de l'île en 1883 et fut responsable de la transformation du Furusund en station balnéaire. 
L'usage des remèdes était déjà limité, mais Hammar a fait connaître le Furusund aux « cercles sociaux supérieurs ». 
Les maisons, les rues et les places ont reçu des noms à consonance romantique, souvent d'origine italienne comme Isola Bella, Venezia, Monte Bello ou Bellevue.

### Pavillons jaunes et Kaisersteg
Les pavillons jaunes du port de plaisance ont probablement été construits au début du XXe siècle pour le compte du docteur W. Michael de Berlin. 
Il était le chef local d'un consortium allemand qui acheta l'île aux enchères en 1912. 
À cette époque, la station thermale comptait quatre hôtels et 35 petites villas totalisant environ 100 chambres.
Le Kaisersteg (Kejsarbryggan) entre les pavillons octogonaux était autrefois l'entrée côté mer de la Maison de la Société (Societetshuset). 
Le nom ne fait pas référence à un empereur, mais à une maison de Stockholm (Keyserska huset) d'où provenait le bois.

### Duvkällan
La source aux pigeons (Duvkällan) est située à l'intersection des rues Duvkällevägen et de Monte Christos Väg. 
C'était une destination prisée des baigneurs pour se promener. 
La Source avec sa pompe à eau a été rouverte en juin 2005. 
Le pavillon est décoré d'une colombe réalisée à partir d'un mélange ciment-marbre de Johanna Heissenberger.

### Hammerska ladan
La Grange de Hammar (Hammerska ladan) se trouvait à l'origine à Stockholm dans le Kungsträdgården et s'appelait le Petit Théâtre (Mindre Teatern) dont Christian Hammer était le directeur.
Lorsque le théâtre fut démoli, Hammar emporta le bois à Furusund. 
Là, il construisit la grange à côté de la maison de la société. 
Au début des années 1950, le bâtiment a déménagé à son emplacement actuel dans la baie de Fagerviken, au nord de l'île. 
Le nom de la baie a inspiré August Strindberg à écrire son recueil de nouvelles Fagervik et Skamsund. 
La grange de Hammar est désormais une propriété privée et un restaurant d'été. 
Elle peut être louée pour diverses activités comme des soirées culturelles ou des représentations théâtrales.

## Accès
Furusund fait partie du sentier de l'archipel de Stockholm, qui s'étend entre Arholma et Landsort passe entre Furusund et Yxlan.
Depuis la station Tekniska högskolan (sv) à Stockholm, il y a une ligne de bus avec changement à Norrtälje.
La compagnie de traversiers Blidösundsbolaget dessert Furusund en été depuis le mouillage de Strömkajen à Stockholm avec les navires M/S Sjöbris ou M/S Sjögull ainsi qu'avec l'ancien bateau à vapeur S/S Blidösund. 
Un traversier reliant le Furusund à l'île d'Yxlan est exploité par Vägverket.
La compagnie maritime Waxholmsbolaget navigue depuis Strömkajen de Stockholm via Furusund jusqu'à Rödlöga, à l'extérieur de l'est de l'archipel.